# خاموشی دریا (فیلم ۱۳۸۰)
خاموشی دریا فیلمی به کارگردانی وحید موسائیان و بازی مسعود رایگان است.

## بازیگران
- مسعود رایگان
- حسن شیدایی
- موسی ذاکری
- فرامرز هاشم‌زاده
- کریستینا خرقانی
- سوسن نهضتی
- کیم نهضتی
- ساناز فعلی
- سکینه مینایی زاده
- حسن سلامی سوزانی
- علی سروری گلستانی
- رضا گلستانی
- علی برادری